# Massimo Fusarelli
Massimo Fusarelli (Roma, 30 marzo 1963) è un religioso italiano, ministro generale dell'Ordine dei frati minori dal 2021.

## Biografia
È nato il 30 marzo 1963 a Roma, dove è cresciuto con la famiglia.
L'incontro con i frati minori è avvenuto nella parrocchia di San Francesco di Tivoli. Entrato nell'ordine, ha vestito l'abito il 28 luglio 1982, ha emesso la prima professione religiosa il 30 luglio 1983, quella definitiva l'8 gennaio 1989 e ha ricevuto l'ordinazione presbiterale il 30 settembre 1989.
Conseguito il baccelierato in Teologia presso il Pontificio Ateneo Antonianum nel 1988, ha proseguito gli studi in patristica presso l'Istituto Patristico Augustinianum fino alla licenza nel 1992. Dal 1991 al 1996 ha insegnato teologia patristica presso l'Istituto di scienze religiose del Pontificio Ateneo Antonianum.
Nel corso degli anni ha svolto molte attività nell'ambito della vita dell'ordine e nella pastorale. Dal 2009 al 2013 ha prestato servizio nella piccola comunità francescana nel quartiere Torre Angela di Roma, collaborando anche con la parrocchia dei Santi Simone e Giuda Taddeo a Torre Angela. Insieme ad altri confratelli ha assistito i terremotati di Amatrice e Accumoli dall'ottobre 2016 all'agosto 2017. Dal settembre 2017 è stato guardiano e parroco a San Francesco a Ripa in Roma, dove è stato responsabile del progetto di accoglienza di persone in disagio "Ripa dei Settesoli". Dal 2 luglio 2020 è stato ministro provinciale di Lazio e Abruzzo.
È stato eletto ministro generale il 13 luglio 2021.